# Ophioglossum opacum
Ophioglossum opacum là một loài dương xỉ trong họ Ophioglossaceae. Loài này được R.Br., Carm. mô tả khoa học đầu tiên năm 1819.
Danh pháp khoa học của loài này chưa được làm sáng tỏ. 